# Piramide di Khui
La piramide di Khui è un complesso funerario risalente al primo periodo intermedio e situato nella necropoli reale di Dara, nel Medio Egitto.

## Gli scavi
La prima menzione dell'edificio risale al 1912, in una pubblicazione del Museo Egizio del Cairo.

Il complesso venne poi esplorato tra il 1946 e il 1948 dagli egittologi Raymond Weill e Ahmed Kamal. A causa sia della cattiva conservazione dei resti, sia della loro atipicità, Weill ritenne che la struttura fosse una piramide, mentre Kamal propese per la mastaba; ancora oggi, nonostante ci si riferisca comunemente all'edificio come ad una piramide (forse del tipo a gradoni), non è ancora possibile riferirsi con certezza ad un tipo di tomba piuttosto che ad un altro.

### Attribuzione
Sulla piramide non si rinvenne alcun nome del titolare. Tuttavia, da una tomba a sud dell'edificio venne riportato alla luce un blocco di pietra recante il cartiglio
| Aa1 | G43 | i |

| Aa1 | G43 | i |

| Aa1 | G43 | i |

| Aa1 | G43 | i |

 ḫwj - Khui (“il protettore”)
trattasi del nomen di un faraone altrimenti ignoto.
Il blocco potrebbe provenire dal tempio funerario facente parte del complesso e di cui forse si è trovata traccia a nord della piramide. Tuttavia l'identificazione di questo Khui con il titolare del complesso funerario, benché ormai consolidata, è ancora troppo forzata.

## L'edificio

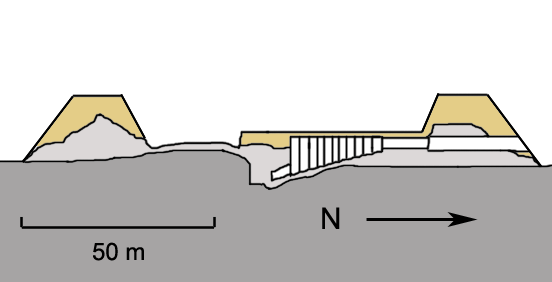
Sezione dell’edificio: in grigio chiaro le mura conservate; in ocra l'ipotetica ricostruzione.

Oggi della struttura rimangono i resti, alti appena 4 metri, di ciò che appare come il primo gradone di una piramide di tale tipo; non è possibile, come già detto, arrivare a conclusioni certe anche perché non è nemmeno chiaro se la struttura venne ultimata o meno.

Si trattava di un perimetro rettangolare di mura di mattoni di limo inclinate verso l'interno e spesse fino a 35 metri. Questo grosso involucro, i cui angoli erano arrotondati con un raggio di curvatura di 23 metri, circondava uno spazio interno vuoto che probabilmente era colmato da sabbia e ghiaia.
Queste pareti sono lunghe 146 e 136 metri: come piramide a gradoni avrebbe avuto una base più ampia di quella della famosa piramide di Djoser, mentre nel caso di una mastaba avrebbe superato per dimensioni la già considerevole Mastabat el-Fara'un di Shepseskaf.

### Ipogeo
Dalla parete nord della struttura, un corridoio piano scorre a livello del suolo, per poi passare ad una galleria discendente, sormontata da 11 archi, che sbocca infine nella camera funeraria, situata al centro della base dell'edificio.
La camera funeraria, completamente vuota, si trova 9 metri sotto al livello del suolo ed ha una base di 3,5 x 7 metri. Le pareti della camera e di parte della via d'accesso erano costituite da blocchi di pietra calcarea grossolanamente sbozzati, presumibilmente prelevati da una vicina necropoli della VI dinastia.
L'ipogeo venne saccheggiato e in gran parte distrutto in tempi antichi e non è più possibile riconoscere eventuali tracce provanti il suo reale utilizzo per una sepoltura. Strutturalmente parlando, l'ipogeo ha molte affinità con quello della grande mastaba K1 di Beit Khallaf, risalente alla III dinastia.